# Akmal Rizal Ahmad Rakhli
Akmal Rizal Ahmad Rakhli (Jitra, Malasia, 12 de diciembre de 1981) es un exfutbolista y entrenador de fútbol de Malasia que jugaba en la posición de delantero. Actualmente es el entrenador del Penang Reserves.

## Carrera

### Club
| Periodo   | Club                     | Apariciones | Goles |
| --------- | ------------------------ | ----------- | ----- |
| 1999      | Kedah FA                 | 0           | 0     |
| 1999–2001 | RC Strasbourg            | 0           | 0     |
| 1999–2001 | → FCSR Haguenau (cedido) | 36          | 10    |
| 2002–2006 | Kedah FA                 | 53          | 38    |
| 2006–2008 | Selangor FA              | 39          | 23    |
| 2009      | Kuala Muda NAZA FC       | 16          | 3     |
| 2010      | Kelantan FA              | 18          | 10    |
| 2011–2012 | Perak FA                 | 45          | 14    |
| 2013      | Kedah FA                 | 16          | 3     |
| 2014      | Sarawak FA               | 5           | 1     |
| 2015      | Kedah United FC          | 0           | 0     |

### Selección nacional
Jugó para Malasia en 22 ocasiones de 2001 a 2008 y anotó nueve goles; y participó en la Copa Asiática 2007.

### Entrenador
| Periodo | Club            |
| ------- | --------------- |
| 2019    | PB Melayu Kedah |
| 2022–   | Penang Reserves |

## Logros
- Championnat de France amateur 2 : 1999-2000[11]
- Liga Perdana 2 : 2002[12]
- Malaysia Premier League : 2005–06
- Malaysia Cup : 2010[13]

## Estadísticas

### Goles con selección nacional
| #  | Fecha      | Sede                   | Rival                  | Resultado | Torneo                                                     |
| -- | ---------- | ---------------------- | ---------------------- | --------- | ---------------------------------------------------------- |
| 1. | 8-3-2001   | Hong Kong              | Hong Kong              | 2–0       | Clasificación para la Copa Mundial de Fútbol de 2002 (AFC) |
| 2. | 8-3-2001   | Hong Kong              | Hong Kong              | 2–0       | Clasificación para la Copa Mundial de Fútbol de 2002 (AFC) |
| 3. | 25-3-2001  | Doha, Catar            | Palestina              | 4–3       | Clasificación para la Copa Mundial de Fútbol de 2002 (AFC) |
| 4. | 25-3-2001  | Doha, Catar            | Palestina              | 4–3       | Clasificación para la Copa Mundial de Fútbol de 2002 (AFC) |
| 5. | 11-12-2002 | Kuala Lumpur, Malasia  | Camboya                | 5–0       | Amistoso                                                   |
| 6. | 18-12-2002 | Singapur               | Singapur               | 4-0       | copa Tigre 2002                                            |
| 7. | 20-12-2002 | Singapur               | Tailandia              | 3–1       | Copa Tigre 2002                                            |
| 8. | 12-7-2004  | Kuala Lumpur, Malasia  | Singapur               | 2–0       | Amistoso                                                   |
| 9. | 21-6-2007  | Petaling Jaya, Malasia | Emiratos Árabes Unidos | 1–3       | Amistoso                                                   |